# Zehntelwertszeit
Der Begriff Zehntelwertszeit ist analog zum Begriff Halbwertszeit zu sehen, nur dass in diesem Fall die Abnahme nicht auf die Hälfte, sondern auf ein Zehntel erfolgt.
Der Zusammenhang mit der durchschnittliche Lebensdauer lautet:
{\displaystyle T_{1/10}=\tau *\ln 10}
Beispiel: Nach einer Zehntelwertszeit ist die Menge einer radioaktiven Substanz (bzw. deren Aktivität) auf 1/10 gesunken; das verbliebene Zehntel zerfällt im Verlauf der nächsten Zehntelwertszeit auf ein Zehntel, so dass 1/100 verbleibt usw. (1/1000, 1/10000, …) bis nur noch eine kleine Anzahl an Kernen übrig ist. Der Zerfall eines einzelnen Kerns ist allerdings nicht vorhersagbar, da lediglich eine Wahrscheinlichkeit für dessen Zerfall innerhalb einer gegebenen Zeit angegeben werden kann. Die Wahrscheinlichkeit, dass ein betrachteter Kern innerhalb der ersten Zehntelwertszeit zerfällt, beträgt 90 %, dass er innerhalb von 2 Zehntelwertszeiten zerfällt 90 % + 9 % = 99 %, bei 3 Zehntelwertszeiten beträgt der Wert 90 % + 9 % + 0,9 % = 99,9 % usw. Um jedoch Aussagen über die verbleibende Menge machen zu können, muss das Gesetz der großen Zahlen gelten.
Eine Umrechnung zur Halbwertszeit ist mit dem Faktor log(2) ≈ 0,30103 möglich.
Die Anwendung erfolgt im gleichen Kontext wie bei der Halbwertszeit.

## Verwandte Begriffe
- Zehntelwertsdicke